# Marilyn McCord Adams

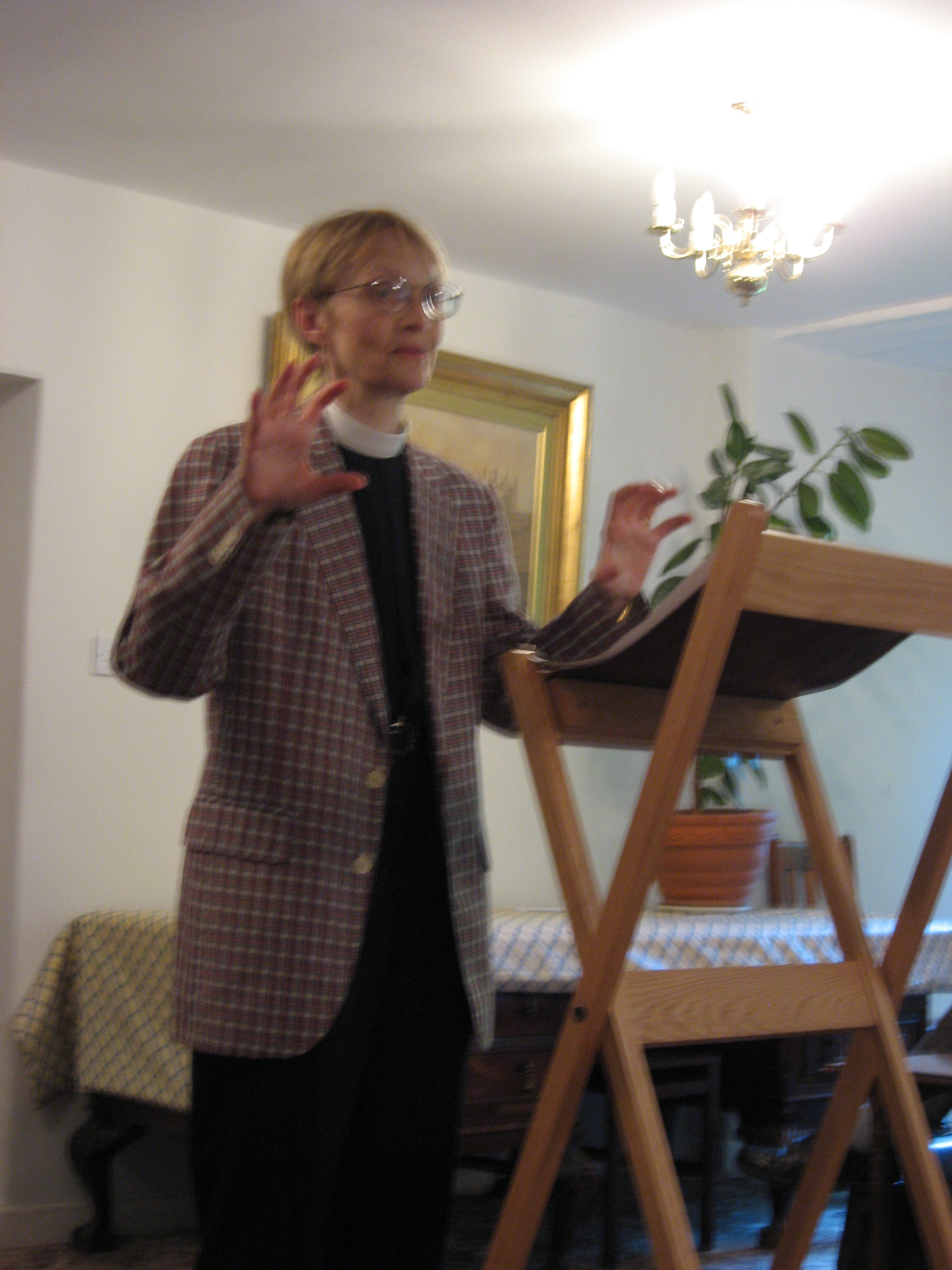
Marilyn McCord Adams w 2007.

Marilyn McCord Adams (ur. 12 października 1943 w Oak Park, zm. 22 marca 2017 w Princeton) – amerykańska filozof i teolog

## Życiorys
Była córką Williama Clarka McCorda i Wilmah Brown McCord. Uczęszczała do University of Illinois w Urbana Champaign. Otrzymała tytuł doktora na Cornell University w 1967 roku. W Cornell University poznała i wyszła za mąż za doktoranta filozofii Roberta Merrihew Adamsa.
W 1993 przeniosła się z mężem do Uniwersytetu Yale, gdzie została profesorem teologii, a jej mąż profesorem filozofii. W 2004 przeprowadzili się do Oksfordu gdzie obydwoje przeszli na emeryturę.
Po powrocie do Stanów Zjednoczonych osiedlili się w Chapel Hills. W 2013. Przenieśli się do Princeton i uczyli w centrum filozofii religii na Uniwersytecie Rutgers w New Brunswick oraz w Seminarium Teologicznym w Princeton.
Zmarła 22 marca 2017 w swoim domu w Princeton w wieku 73 lat.